# Monte Naajat (Kujalleq)

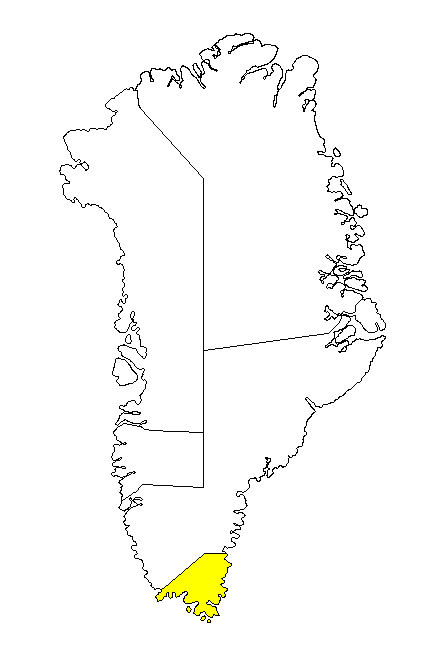
Comune di Kujalleq, dove si trova il monte Naajat

Il monte Naajat (groenlandese: Naajat Qaqqaat) è una montagna della Groenlandia di 678 m. Si trova a 60°50'N 45°56'O; appartiene al comune di Kujalleq.